# Porąbki (Kielce)
Pour les articles homonymes, voir Porąbki.
Porąbki est une localité polonaise de la gmina de Bieliny, située dans le powiat de Kielce en voïvodie de Sainte-Croix.